# Lauren Perdue
Lauren Perdue (n. 25 iunie 1991, Charlottesville, Virginia, SUA) este o înotătoare americană, medaliată olimpică. A participat la o ediție a Jocurilor Olimpice (2012) în care a câștigat două medalii de aur.